# Coronel Pringles
Coronel Pringles è una cittadina dell'Argentina della provincia di Buenos Aires capoluogo amministrativo del partido omonimo.

## Geografia
Coronel Pringles è situata nel sud della provincia bonaerense, a 517 km a sud-ovest dalla capitale Buenos Aires.

## Toponimia
La città è intitolata al colonnello Juan Pascual Pringles, un militare argentino distintosi nelle guerre d'indipendenza ispanoamericane.

## Storia
Il partido di Coronel Pringles fu istituito il 5 luglio 1882 mentre la città fu fondata il 24 settembre dello stesso anno. Nel 1903 la città fu raggiunta dalla ferrovia.

## Monumenti e luoghi d'interesse
- Chiesa di Santa Rosa da Lima
- Palazzo Municipale, in stile art déco

## Cultura

### Istruzione

#### Musei
- Museo di Belle Arti
- Museo di Scienze Naturali

### Teatri
- Teatro Spagnolo